# Charlotte Elisabeth van der Lith
Charlotte Elisabeth (ook Charlotta Elisabeth) van der Lith (Den Haag, 19 november 1700 – Paramaribo, 5 augustus 1753) was een Nederlandse domineesdochter. Zij was getrouwd met drie gouverneurs-generaal van Suriname. Door haar huwelijken werd zij de eigenaresse van twee plantages, die zij zelfstandig exploiteerde. Zij is bekend geworden door haar rol in het Surinaamse verzet tegen het bewind van gouverneur-generaal Jan Jacob Mauricius.

## Jeugd
Charlotte van der Lith was de dochter van Diederich (Thierry) van der Lith (1660-1723) en Elisabeth Baldina Helvetius (geb. 1679). Haar vader was afkomstig uit Bremen. Hij was hoogleraar filosofie in Frankfurt an der Oder geweest en was in 1697 predikant geworden van de Hoogduitse (lutherse) gemeente in Den Haag. Vanaf 1715 was hij daar tevens curator van de Latijnse scholen. De moeder van Charlotte was een dochter van de arts Johan Frederik Helvetius (1630-1709) en diens vrouw Johanna Pels (1643-1709).
Het gezin Van der Lith woonde aan het Noordeinde in Den Haag en moet in redelijke welstand geleefd hebben. Op 21 november 1700 waren de gezant en de geheimraad van Frederik van Pruisen in Den Haag aanwezig bij de doop van Charlotte. De geheimraad Wolfgang von Schmettau en zijn vrouw Charlotte von Fuchs waren haar peetouders. Charlotte had een broer en drie zussen. Haar broer Wolff Johann Friderich (1698-1699) en zus Johanna Frederica (1702-1705) zijn jong overleden. Haar zus Philippina Amelia (1704-1732) is ongehuwd in Suriname gestorven. Haar jongste zus Geertruida Lucia Anna (1710-1763) is op 12 januari 1734 in Arnhem getrouwd met Gideon de Graaff en had kinderen.
Op 25 september 1722 meldde Charlotte zich met een attestatie uit Den Haag bij de gereformeerde gemeente in Paramaribo. Hoe en wanneer Charlotte precies in Suriname terecht is gekomen, is niet helemaal duidelijk. Waarschijnlijk is zij met Hendrick Temming en zijn vrouw Machteld van Wouw naar Suriname meegereisd als de gouvernante van hun dochter Catharina Eleonora (8 juni 1714 – Stockholm, 3 februari 1749).

## Huwelijken
Charlotte van der Lith is vijf keer getrouwd en werd vijf keer weduwe. Haar echtgenoten waren: Hendrick Temming (1724-1727), Carel Emilius Henry de Cheussess (1729-1734), Johan Raye van Breukelerwaard (1737-1737), Antoine Audra (1742-1744) en Bartholomeus Louis Duvoisin (1748-1751). Haar eerste drie echtgenoten waren gouverneur-generaal van Suriname. Haar laatste twee echtgenoten waren predikant.

#### Hendrick Temming
Sergeant-majoor Hendrick Temming (Arnhem, ca. 1675 – Paramaribo, 17 september 1727 ) werd op 10 oktober 1721 benoemd tot gouverneur-generaal van Suriname. Op 1 maart 1722 aanvaardde hij in Paramaribo het ambt. Niet lang daarna moet zijn vrouw Machteld van Wouw zijn overleden, want op 19 december 1724 hertrouwde hij als weduwnaar in Paramaribo met Charlotte van der Lith. Op 8 november 1726 werd in Paramaribo hun dochter Johanna Baldina geboren. Het geluk was maar van korte duur, want Temming overleed tien maanden na de geboorte van zijn dochter. Aan het begin van zijn gouverneurschap had hij van de Sociëteit van Suriname een terrein bij de Parnassusberg aan de Boven-Suriname gekocht, waar hij de plantage Berg en Dal liet aanleggen. Toen hij het terrein in 1723 uitbreidde, zette hij het koopcontract op naam van zijn dochter Catharina Eleonora en "Mejuffrouw" Charlotte Elisabeth van der Lith. Na zijn dood zette Charlotte de aanleg en de exploitatie van de plantage alleen voort. Aanvankelijk huurde zij het deel van de plantage dat Catharina Eleonora geërfd had, maar in 1737 kocht zij haar stiefdochter uit.

#### Carel Emilius Henry de Cheussess
Na het overlijden van Temming kreeg Charlotte toestemming van de directeuren van de Sociëteit van Suriname om in het gouvernementshuis aan het Plein te blijven wonen. Daar leerde zij op 9 november 1728 Carel Emilius Henry de Cheusses (Kopenhagen, 13 december 1702 – Paramaribo, 1 februari 1734) kennen. Carel Emilius, sinds 1726 kapitein der infanterie, was op 26 juli 1728 benoemd tot opvolger van Temming als gouverneur-generaal. Mogelijk was het liefde op het eerste gezicht, want al op 1 januari 1729 gingen Charlotte en Carel Emilius in ondertrouw. Hun huwelijk vond op 17 juli 1729 plaats in Paramaribo. Op 26 september 1731 werd op de plantage Berg en Dal hun dochter Henriëtte Maria geboren. Ook dit huwelijk was geen lang leven beschoren. Tweeënhalf jaar na de geboorte van zijn dochter overleed Carel Emilius. Hij werd als gouverneur-generaal opgevolgd door zijn broer Jacob Alexander.
Charlottes stiefdochter Catharina Eleonora Temming was in 1729 op vijftienjarige leeftijd teruggekeerd naar Nederland. Daar had zij Jacob Alexander Henry de Cheusses (Kopenhagen, 14 januari 1704 – Paramaribo, 26 januari 1735) leren kennen. Jacob Alexander was, net als zijn broer Carel Emilius, kapitein der infanterie. Op 9 juli 1734 was hij benoemd tot opvolger van zijn overleden broer als gouverneur-generaal. Twee dagen later waren hij en Catharina Eleonora in Den Haag in het huwelijk getreden. Op 11 december 1734 nam zijn bewind in Suriname een aanvang. Dat bewind was echter maar van korte duur, want hij overleed anderhalve maand later aan dysenterie. Zijn zwangere weduwe bleef met haar stiefmoeder achter in het gouvernementshuis. Daar werd op 2 juni 1735 postuum de naar haar vader vernoemde Jakobina Henrietta Alexandrina geboren. Erg goed schijnt de verstandhouding tussen de twee weduwen De Cheusses niet geweest te zijn. Op 20 juli 1735 vertrokken Catharina Eleonora en haar zeven weken oude dochter uit Suriname naar Europa, waar zij introkken bij Catharina Eleonora's schoonvader in Celle.

#### Johan Raye van Breukelerwaard
Na de dood van De Cheusses bleef Charlotte wederom in het gouvernementshuis wonen. Daar leerde zij in december 1724 haar derde echtgenoot kennen: Johan Raye (ged. Amsterdam, 10 juni 1699 – Paramaribo, 11 augustus 1737), de derde Heer van Breukelerwaard. Johan stamde uit een koopmansfamilie die na de Val van Antwerpen (1585) naar Amsterdam was getrokken. Zijn grootvader had in 1660 de ambachtsheerlijkheid Breukelerwaard bij Maarssen gekocht. Zijn vader was een welgestelde suikerraffinadeur in Amsterdam. Hij was de broer van Jacob Bicker Raye (1703-1777), die door zijn dagboeken enige bekendheid heeft gekregen als chroniqueur van het Amsterdamse leven. Johan was sinds 1724 kapitein-ter-zee bij de Admiraliteit van Amsterdam en werd op 8 juni 1735 benoemd tot gouverneur-generaal. Hij vertrok op 6 oktober 1735 van de rede van Texel, kwam op 20 december 1735 in Suriname aan en begon op 22 december met zijn bewind. Op 2 maart 1737 trouwde hij in Paramaribo met Charlotte. Wederom was het huwelijk geen lang leven beschoren, want Johan overleed nog diezelfde zomer. Postuum werd op 27 november 1737 in Paramaribo zijn zoon Johan, de vierde Heer van Breukelerwaard, geboren. Kort na zijn aankomst had Johan Raye grond aan de Boven-Commewijne gekocht, waar hij de suikerplantage Breukelerwaard liet aanleggen. Na zijn dood zette Charlotte ook van deze plantage de aanleg en de exploitatie voort.

#### Antoine Audra en Bartholomeus Louis Duvoisin

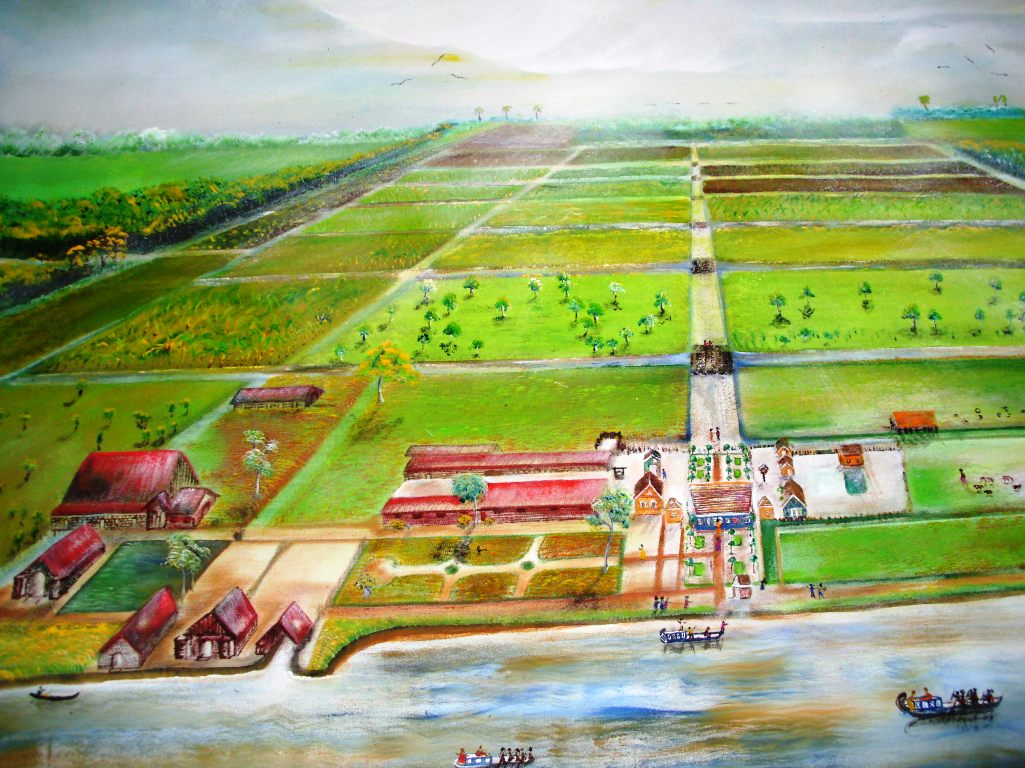
Aquarel van Plantage Breukelerwaard naar een schilderij van C. L. Timme (1770-1793)

Op zevenendertigjarige leeftijd was Charlotte van der Lith de moeder van drie kinderen, de eigenaresse van twee plantages en had zij vier opeenvolgende gouverneurs-generaal begraven: drie echtgenoten en een zwager. Na de dood van Johan Raye zou Charlotte nog twee keer hertrouwen: op 7 januari 1742 met Antoine Audra († Plantage Breukelerwaard, 17 mei 1744) en op 10 mei 1748 met Bartholomeus Louis Duvoisin († Paramaribo, 1 november 1751). Haar laatste twee echtgenoten waren predikant van de Frans-Hervormde (Waalse) gemeente in Paramaribo: Audra van augustus 1741 tot februari 1743 en Duvoisin van mei 1746 tot aan zijn dood. Beide huwelijken bleven kinderloos.

## De Cabale
Na haar derde huwelijk is Charlotte van der Lith een actieve rol gaan spelen in het verzet tegen de Hollandse invloed op het bestuur van de kolonie. Dat verzet is de geschiedenis ingegaan als de Cabale. De naam is afkomstig uit het verweerschrift dat gouverneur Jan Jacob Mauricius (1692-1768) heeft geschreven na zijn gedwongen aftreden in 1751. Met de Cabale duidde hij de groep mensen aan, van wie hij tijdens zijn bewind forse tegenwerking had ondervonden bij zijn pogingen om het bestuur in Suriname te reorganiseren en de kolonie weer in het gareel te krijgen.

#### Voorgeschiedenis
In december 1734 had gouverneur-generaal Jacob Alexander Henry de Cheusses de eerste steen gelegd van het Fort Nieuw-Amsterdam. De bouw van dit fort was onderdeel van een plan om de verdediging van Suriname in een periode van zeven jaar weer op orde te brengen. Die verdediging was jarenlang verwaarloosd door de Sociëteit van Suriname en alle partijen waren het erover eens dat er snel iets aan gedaan moest worden. Het struikelblok was alleen de financiering. Na veel touwtrekken waren de Sociëteit en een vertegenwoordiging van de kolonisten op 8 december 1733 in Amsterdam tot een akkoord gekomen. De Sociëteit zou geschikte werklieden en bouwstoffen leveren en jaarlijks ƒ 30.000 bijdragen aan de kosten. De kolonie zou jaarlijks ƒ 60.000 opbrengen en voldoende slaven voor het werk beschikbaar stellen. Op 18 december 1733 werd dit akkoord door de Staten-Generaal goedgekeurd.
Het akkoord bleek in de praktijk echter op veel weerstand te stuiten. De plantagehouders waren het niet eens met het aantal slaven dat zij moesten afstaan en met de vergoeding die daar tegenover stond. De leden van het Hof van Politie en andere rijke ingezetenen van de kolonie lagen dwars omdat zij de extra belasting die zij moesten betalen, veel te hoog vonden. Een en ander leidde tot ernstige fricties met de gouverneur. In 1736 beklaagden de leden van het Hof zich bij de Staten-Generaal over "de despotique conduites van den nieuwen Gouverneur" Johan Raye. Raye diende daarop in 1737 zijn ontslag in, maar hij overleed voordat er een reactie uit Holland was gekomen. Zijn opvolger Gerard van de Schepper werd gekapitteld door de directeuren van de Sociëteit na een incident tussen de weduwe Raye (die nog steeds in het gouvernementshuis mocht blijven wonen) en zijn zoon Herman Nicolaes. Charlotte beklaagde zich bij de directeuren, maar Herman Nicolaes weigerde zijn excuses aan te bieden. Na een volgende kwestie met de directeuren gaf Van de Schepper te kennen genoeg te hebben van de "vitterijen". Op 15 oktober 1742 werd hem ontslag verleend. Al op 7 februari 1742 had  de Sociëteit Jan Jacob Mauricius tot gouverneur-generaal benoemd om aan de problemen een einde te maken. Mauricius kwam op 14 oktober 1742 in Suriname aan en trad op 17 oktober in functie.

#### De vetula beata
Mauricius zou al gauw zijn eerste aanvaring met Charlotte krijgen. Op 28 juni 1730 was Charlottes plantage Berg en Dal aangevallen door weggelopen slaven. Deze weggelopen slaven werden bosnegers of marrons genoemd. Zij vormden een groot probleem voor de kolonisten, omdat zij met die slaven in een voortdurende staat van oorlog verkeerden. Bij de plantage bevond zich een militaire post, waar na de aanval een aantal soldaten werden gestationeerd. De gebouwen van deze post stonden op de Parnassusberg, zodat de soldaten alleen via de plantage bij de rivier konden komen. Na de komst van Mauricius had Charlotte, inmiddels mevrouw Audra, diverse malen bij hem geklaagd over de overlast die dat veroorzaakte. Op 6 februari 1744 gaf Mauricius opdracht aan zijn secretaris Jan Nepveu om de zaak met de heer Audra bij te leggen. Nepveu keerde echter onverrichter zake terug. Hij had niet meneer, maar mevrouw Audra te spreken gekregen. En zij had hem "met de meeste hoogdravendheid en impertinentie verklaard [...] absoluut dien weg niet te sullen permitteren en degene die er op quamen de beenen te sullen laaten aan stukken slaan." Een dag later kreeg Mauricius een brief van Charlotte, waarin zij hem betichtte van "geweld en harde onredelijkheid, onbillijke vervolging tegen ampt en pligt." Op 7 februari 1744 noteerde Mauricius de brief in zijn journaal met de opmerking: "Tot nog toe heb ik de saak met die toegevendheid behandeld als of Mevrouw Audra de Gouverneur was en ik een domineesvrouw: nu wordt het tijd dat ik de Gouverneurslaarsen aantrek en haar doe begrijpen dat zij domineesvrouw is." Het zal hem waarschijnlijk behoorlijk hebben dwarsgezeten dat hem dat niet gelukt is, want in zijn latere verweerschrift zal hij Charlotte consequent en weinig vleiend de vetula beata noemen en haar betitelen als de velleda en het orakel der cabale.

#### De afloop
In 1747 ging Salomon du Plessis (1705-1785), een van de leiders van de Cabale, naar Nederland, waar hij op 31 juli 1747 bij de Staten-Generaal een verzoek indiende om Mauricius uit zijn functie te ontheffen. Hij had een volmacht van de Cabale, die ook door Charlotte was ondertekend. De Staten-Generaal legden het probleem neer bij de Sociëteit van Amsterdam, die het weer voorlegde aan de Hoge Raad. Op 22 mei 1750 werd prins Willem IV door de Staten-Generaal gemachtigd om de rust en de orde in Suriname te herstellen. In het najaar van 1750 stuurde de prins een driemanschap met zeshonderd soldaten naar de kolonie. Mauricius had toen al een verzoek naar de Sociëteit gestuurd om hem voor één jaar met verlof naar Nederland te laten gaan. Baron Hendrik Ernst von Spörcke, de leider van het driemanschap, oordeelde echter op 27 maart 1751 dat het verstandiger zou zijn als Mauricius de kolonie zo snel mogelijk zou verlaten. Op 11 april 1751 droeg Mauricius het bestuur aan Von Spörcke over. Op 15 mei 1751 scheepte hij in op de Jufvrouw Johanna. Met zijn vrouw Johanna Maria Wrede en hun twee kinderen vertrok hij nog diezelfde dag uit Suriname. Het ambtsbericht van 3 april 1751 waarin zijn verlofaanvraag werd goedgekeurd, kwam pas na zijn vertrek in Suriname aan. 
De Cabale had de eerste slag gewonnen, maar zou uiteindelijk toch aan het kortste eind trekken. Bij resolutie van 15 mei 1753 werd Jan Jacob Mauricius door de Staten-Generaal vrijgesproken van alle tegen hem ingebrachte beschuldigingen. Salomon du Plessis werd veroordeeld tot betaling van alle kosten en kreeg een verbod om terug te keren naar Suriname. Charlotte van der Lith overleed op 6 augustus 1753, nog geen drie maanden na de vrijspraak van Mauricius. Zij werd begraven in het Fort Zeelandia te Paramaribo. Na haar dood werd de waarde van haar houtplantage Berg en Dal getaxeerd op ƒ 97.000 en die van haar suikerplantage Breukelerwaard op ƒ 278.000. Haar zwager Jacob Bicker Raye noteerde op 19 oktober 1753 in zijn dagboek, dat zij "een uitnemend verstandige, gauwe vrouw" geweest was, "zonder weerga couragieus en present in de allerswaarste voorvallende gelegenheden."

## Terzijde
Charlotte Elisabeth van der Lith speelt een prominente rol in de historische roman Zenobia – Slavin op het Paleis van Cynthia Mc Leod. In deze roman worden de Surinaamse jaren (1724-1753) van Charlotte beschreven vanuit het gezichtspunt van Zenobia, een slavin die rond 1717 werd geboren en die vanaf 1724 in het huishouden van Charlotte heeft gewerkt.